# Air and Space Longevity Service Award
L'Air and Space Longevity Service Award (prix de la longévité de l'armée de l'air et de l'espace) est une récompense militaire de l'armée de l'air américaine, créée par l'ordre général 60 de l'armée de l'air, le 25 novembre 1957 par le général Thomas D. White, chef d'état-major de l'armée de l'air. Ce prix a été créé principalement en tant qu'équivalent des galons de service utilisés par d'autres branches de l'armée américaine pour marquer les années de service militaire. La récompense est rétroactive à la création de l'U.S. Air Force en tant que service indépendant en septembre 1947. Le ruban est également rétroactif pour tout service effectué au sein des forces aériennes de l'armée américaine, de l'U.S. Army Air Corps ou de l'U.S. Army Air Service avant la création de l'U.S. Air Force en tant que service indépendant, tant que le militaire était en service actif le 18 septembre 1947 ou après cette date.

## Critères
Le prix de la longévité de l'armée de l'air est attribué pour avoir accompli quatre années de service dans l'armée de l'air, la réserve ou la garde nationale aérienne. Pour les membres de la Réserve de l'Armée de l'air et de la garde nationale aérienne, le service crédité doit avoir été dans un état d'entraînement avec la participation régulière à des exercices minimums mensuels de week-end et à un entraînement annuel. Les membres de la réserve des forces aériennes et de la Garde nationale aérienne mobilisés pour le service actif à plein temps continuent d'être éligibles de la même manière que le personnel des forces aériennes en service actif. Le service en tant qu'étudiant dans une académie de service américaine, généralement l'USAF Academy, est également crédité tant que le membre a obtenu son diplôme. Le ruban est décerné à la fois aux officiers et aux militaires du rang, contrairement aux galons de service qui ne sont décernés qu'aux militaires du rang,.

## Apparence
Le prix de la longévité de l'armée de l'air est une récompense sous forme de ruban uniquement. Il est bleu outremer divisé par quatre bandes égales de turquoise. Des grappes de feuilles de chêne sont portées sur le ruban pour indiquer les récompenses ultérieures du Prix de la Longévité de l'Armée de l'Air.